# Salomon (film)
Salomon (ang. Solomon, wł. Salomone) – film telewizyjny oparty na „Biblii”, którego treścią jest historia życia izraelskiego króla Salomona. Film jest częścią cyklu filmowego „Biblia” (The Bible), znany też jest w Polsce pod tytułem „Biblia: Salomon”.

## Obsada
- Ben Cross – Salomon
- Max von Sydow – Dawid
- Vivica A. Fox – Królowa Saby
- Anouk Aimée – Batszeba
- David Suchet – Joab
- Umberto Orsini – prorok Natan
- Richard Dillane – Jeroboam I